# Pico Cendé
El Pico Cendé es un pico de montaña ubicado al norte del Parque nacional Dinira en el Estado Trujillo, Venezuela. A una altitud de 3.570 m s. n. m. el Pico Cendé es uno de los picos de montaña más altos de Trujillo y de Venezuela. El Pico Cendé está al norte de la cresta del Pico El Turmal, ubicados en el páramo Cendé, que es parte del límite norte de Trujillo con el Estado Lara.

## Ascenso
La subida del Pico Cendé se logra comúnmente por el Estado Trujillo, comenzando por la población de Carache. Al campamento base, el páramo de Cendé, se logra por un camino que debe ser transitado por vehículo todoterreno. Hay un sendero que frecuentemente es confundido por otros caminos de animales. Este sendero de montaña lleva a una casa abandonada al pide del cerro. Después de la casa abandonada, que con frecuencia se usan sus terrenos para acampar la primera noche, se cruza una quebrada y el camino continúa poca distancia hasta hacerse difícil de ver por la vegetación que la rodea. Por ello se debe usar la experiencia de un guía o conocimientos de orientación de montaña. A pesar de ello, con buena visibilidad, el trayecto es sencillo hasta el arista que conduce a la cumbre.

## Flora
La vegetación sobre los alrededores del páramo Cendé se ven poco perturbados con la excepción de la herbivoría, así como la ocasional intervención del humano en su tareas agrícolas y por el turismo que busca asociación a la naturaleza virgen del parque nacional Dinira. 
El área de la parte alta del Pico Cendé, que está por debajo de los 4000 m s. n. m., se caracteriza por una vegetación típica del páramo andino. Ella está predominantemente integrada por especies herbáceas y arbustos, ambas leñosas perennes, es decir, cuyas formas de vida tienden a ser siempreverdes. Predominan los frailejones, especies del género Eucaliptus, Fraxinus, Cupresus lusitánica, Acacia decurrens, Pinus radiata y Pinus caribaea. Además se encuentran especies botánicas endémicas como: Diocodendron dioicum y Miconia larensis.
A altitudes intermedias, sobre los alrededores de la Laguna del Santo Cristo 3.500 m s. n. m., la vegetación consiste en una cobertura muy extensa de gramíneas que suelen cubrir entre 40 y 80% de los suelso. Las zonas más bajas, hacia el poblado «La Escasez» y los senderos que conducen hacia las lagunas que lo rodean se caracterizan por una vegetación que es mezcla de rosetales y pajonales en estrecha relación con pastizales y matorrales templados clásicos del páramo andino.